# Perlerøn
Perlerøn (Sorbus koehneana), også skrevet Perle-Røn, er en løvfældende busk med en stift opret, nærmest riset vækstform. Den hører hjemme i Kina og har smukke høstfarver samtidigt med de hvide frugter.

## Beskrivelse
Barken er først rødbrun og glat med lyse, lodrette barkporer. Senere bliver den brun og ru med små, lyse porer. Gammel bark er grå og ru. Knopperne er spredte, tiltrykte, ægformede og lidt skæve, gråsorte med enkelte rødbrune hår. Endeknoppen er meget stor. 
Bladene er uligefinnede med op til 23 ægformede småblade. Bladranden er skarpt savtakket, oversiden er mørkegrøn, og undersiden er grågrøn. Høstfarven er rød til rødbrun. Blomsterne sidder i halvskærme fra de yderste bladhjørner. De er hvide med brune støvdragere. Frugterne er runde, hvide bær med mange, spiredygtige frø.
Rodnettet består af kraftige, godt forgrenede og højtliggende hoved- og siderødder. Vær dog opmærksom på, at mange perlerøn sælges podet på grundstamme eller halvstamme af alm. røn. Se denne for en beskrivelse af rodnettet og jordbunds-kravene.
Højde x bredde og årlig tilvækst: 3 x 2 m (15 x 10 cm/år).

## Hjemsted
Perlerøn hører hjemme i det mellemste Kina, hvor den danner underskov og bryn i blandede løvskove på mineralrig bund. I den sydøstlige del af det tibetanske højland (dvs. området dækker det vestlige Sichuan, det nordvestlige Yunnan og den sydøstlige del af den autonome region Tibet) ligger bjergene Min Shan og her findes naturreservatet Jiuzhaigou (tibetansk: Zitsa Degu). Undergrunden består af kalksten med et godt mineralindhold og et pH mellem 6,8 og 8,1. Her vokser arten i blandede skove mellem 2.500 og 3.400 m højde sammen med bl.a.: majblomst, armandfyr, davidløn, dragegran, himalayabirk, kinesisk blommetaks, kinesisk lind, måttefyr, omeirose, rødbirk, skjold-dipelta, skovstilkaks, sort bambus, tibetansk lærk, topspirende pileurt og tæppedværgmispel.
| Portal | Portal:Botanik |